# بيتر ناو (أغنية بوست مالون)
«بيتر ناو» (بالإنجليزية: Better Now) هي أغنية للرابر الأمريكي بوست مالون من ألبومه الإستوديو الثاني له بيربونغز وبنتليز (2018). من كتابة بوست مالون، ولويس بيل، وفرانك دوكز، وبيلي والش، ومن إنتاج لويس بيل، وفرانك دوكز. صُدرت الأغنية علي راديو هيت معاصر في 5 يونيو 2018 كخامس وآخر أغنية منفردة بالألبوم. وصلت الأغنية إلي ترتيب أعلي 10 أغاني بـالولايات الأمريكية المتحدة، والمملكة المتحدة، وأستراليا، وإيرلندا، ونيوزيلاندا. رُشحت الأغنية لـلأفضل أداء بوب منفرد في حفل توزيع جوائز الغرامي الحادي والستين.

## الأداء في اللوائح
صعدت أغنية بيتر ناو لتصبح بين أعلي 10 أغاني في عدة بلدان، من بينها المرتبة الأولي في النرويج، والمرتبة 5 في الولايات الأمريكية المتحدة، والمرتبة 6 في المملكة المتحدة، وأصبحت ثالث أغنية له تصل لترتيب أعلي 10 أغاني في المملكة المتحدة. وخامس أغنية له تصل إلي ترتيب أعلي 10 أغاني في أستراليا، بحيث حلت في المرتبة الثانية. وحلت في المرتبة 3 في الولايات الأمريكية المتحدة، وكندا.

## الفيديو الموسيقي
تم إصدار الفيديو الموسيقي الرسمي لأغنية بيتر ناو في 5 أكتوبر 2018.

## اللوائح
| اللائحة (2018)                                                                       | أعلي ترتيب |
| ------------------------------------------------------------------------------------ | ---------- |
| أستراليا (أريا)                                                                      | 2          |
| أستراليا الحضرية (أريا)                                                              | 2          |
| النمسا (أو3 النمسا توب 40)                                                           | 4          |
| بلجيكا (أولتراتوب 50 فلاندرز)                                                        | 16         |
| بلجيكا (أولتراتوب 50 والونيا)                                                        | 39         |
| كندا (كاناديان هوت 100)                                                              | 3          |
| كرواتيا (إذاعة وتلفزيون كرواتيا)                                                     | 69         |
| التشيك (راديو توب 100)                                                               | 19         |
| التشيك (سينغلز ديجيتال توب 100)                                                      | 2          |
| الدانمارك (تراكليسن)                                                                 | 3          |
| فنلندا (تسجيلات فنلندا الرئيسية)                                                     | 2          |
| ألمانيا (شركة اللوائح الرسمية)                                                       | 11         |
| اليونان الدولية الرقمية (الاتحاد الدولي للصناعة الفونوغرافية اليونانية)              | 9          |
| المجر (ستريم توب 40)                                                                 | 4          |
| إيرلندا (ترتيب أغاني أيرلندا)                                                        | 4          |
| إيطاليا (اتحاد صناعة الموسيقى الإيطالية)                                             | 42         |
| هولندا (دوتش توب 40)                                                                 | 9          |
| هولندا (سينغل توب 100)                                                               | 5          |
| نيوزيلندا (ريكورديد ميوزك إن زيت)                                                    | 1          |
| النرويج (في جي ليستا)                                                                | 1          |
| بولندا (بوليش إيربلي توب 100)                                                        | 46         |
| البرتغال (اتحاد صناعة الموسيقى البرتغالية)                                           | 2          |
| بث روسيا (توبهيت)                                                                    | 80         |
| إسكتلندا (شركة اللوائح الرسمية)                                                      | 19         |
| سنغافورة (اتحاد صناعة الموسيقى السينغافورية)                                         | 27         |
| سلوفاكيا (سينغلز ديجيتال توب 100)                                                    | 1          |
| إسبانيا (برودوكوتوريس دي ميوزيكا دي إسبانيا)                                         | 47         |
| السويد (سويرجتوبليستان)                                                              | 1          |
| سويسرا (هيت باراد سويسرا)                                                            | 12         |
| تصنيف المملكة المتحدة للأغاني المنفردة (شركة اللوائح الرسمية)                        | 6          |
| تصنيف المملكة المتحدة للأغاني المنفردة والألبومات الآر أند بي (شركة اللوائح الرسمية) | 1          |
| بيلبورد هوت 100 الأمريكية                                                            | 5          |
| توب 100 البالغين الأمريكية (بيلبورد)                                                 | 31         |
| هوت آر & بي/هيب هوب سونغز الأمريكية (بيلبورد)                                        | 4          |
| مينستريم توب 40 الأمريكية (بيلبورد)                                                  | 2          |
| ريذميك الأمريكية (بيلبورد)                                                           | 2          |

## الشهادات
| المنطقة                                                | الشهادة   | المبيعات |
| ------------------------------------------------------ | --------- | -------- |
| أستراليا (أ\|ريا)                                      | 2× بلاتين | 140000   |
| كندا (ميوزيك كندا)                                     | 2× بلاتين | 160000   |
| إيطاليا (اتحاد صناعة الموسيقى الإيطالية)               | ذهب       | 25000    |
| نيوزيلندا (ريكورديد ميوزك إن زيت)                      | بلاتين    | 30000    |
| النرويج (الاتحاد الدولي للصناعة الفونوغرافية بالنرويج) | بلاتين    | 10000    |
| إسبانيا (برودوكوتوريس دي ميوزيكا دي إسبانيا)           | ذهب       | 20000    |
| المملكة المتحدة (اتحاد صناعة الموسيقى البريطانية)      | ذهب       | 400000   |
| الولايات المتحدة (رابطة صناعة التسجيلات الأمريكية)     | بلاتين    | 1000000  |

## تاريخ الإصدار
| المنطقة          | التاريخ       | الصيغة               | شركة الإنتاج               | المرجع |
| ---------------- | ------------- | -------------------- | -------------------------- | ------ |
| الولايات المتحدة | 5 يونيو 2018  | راديو هيت معاصر      | ريبابليك ريكوردز           | [ 14 ] |
| المملكة المتحدة  | 8 يونيو 2018  | راديو هيت معاصر      | ريبابليك ريكوردز           | [ 15 ] |
| إيطاليا          | 15 يونيو 2018 | راديو هيت معاصر      | مجموعة يونيفرسال الموسيقية | [ 16 ] |
| الولايات المتحدة | 25 يونيو 2018 | هوت أدالت كونتمبروري | ريبابليك ريكوردز           | [ 17 ] |